# Umbilicaria cylindrica
Umbilicaria cylindrica, zuweilen auch als Gewimperte Nabelflechte oder Fransen-Nabelflechte bezeichnet, ist eine Blattflechte, die auf saurem Gestein in höheren Lagen vorkommt.

## Beschreibung
Das blattartige Flechtenlager erreicht 2 bis 7 cm Durchmesser, ist grau gefärbt und durch einen zentralen „Nabel“ mit der Unterlage verbunden. Am Rand trägt es schwarze, abstehende Borsten, wodurch Umbilicaria cylindrica von ähnlichen Arten unterschieden werden kann. Der meist mehrlappige Thallus ist unterseitig hellbraun bis weißrosa. Die schwarzen Fruchtkörper (Apothecien) sind anfangs sitzend, später gestielt mit rilliger Scheibe. Isidien fehlen.

## Vorkommen
Umbilicaria cylindrica besiedelt Silikatgestein und -felsen an licht- und windoffenen, oft schrägen Flächen, die meist nur kurzzeitig schneebedeckt sind. Sie ist in Europa, Asien, Nord- und Südamerika sowie Australien verbreitet. Ihr europäischer Verbreitungsschwerpunkt liegt im Norden, die Art dringt aber im montanen und alpinen Bereich bis in die Hochgebirge Südeuropas vor. In den Ebenen Mitteleuropas fehlt sie.

## Sonstiges
Umbilicaria cylindrica wurde von der  Bryologisch-lichenologischen Arbeitsgemeinschaft für Mitteleuropa zur Flechte des Jahres 2018 gewählt.